# Митавская операция
Митавская операция — наступательная операция русских войск в ходе Первой мировой войны, проводившаяся в районе города Митава (совр. Елгава) силами 12-й армии Северного фронта генерала Р. Д. Радко-Дмитриева в период c 23 декабря 1916 года (5 января 1917 года) по 29 декабря 1916 года (11 января 1917 года). Ей противостояла 8-я германская армия. 
В Латвии Митавская операция известна как Рождественские бои (латыш. Ziemassvētku kaujas).

## План операции и силы сторон
Операция осуществлялась в соответствии с общим стратегическим планом Антанты на 1917 год, по которому от союзных держав требовалось удержать инициативу действий. Замысел операции предусматривал прорыв позиций 8-й германской армии на участке Тирельское болото — Олай (на фронте 30 км), выход к pекам Курляндская Аа, Экау и овладение Митавой и железнодорожной линией Митава — Крейцбург. 12-я армия (командующий генерал Р. Д. Радко-Дмитриев) выделяла для операции 78 батальонов, 302 орудия (из них 126 тяжёлых), которые сводились в 3 оперативные группы. Бабитская группа (6-й Сибирский армейский корпус и Латышская стрелковая дивизия) была дислоцирована к югу от Бабитского озера, Одингская (6-я особая бригада 43-го армейского корпуса) — на левом берегу Курляндской Аа (нынешний хутор Одини Салской волости), Олайская (2-й Сибирский армейский корпус) — в окрестностях посёлка Олай.
Главный удар наносила Бабитская группа (48 батальонов, 208 opудий).
8-я германская армия (99 батальонов, 567 орудий) имела на участке наступления 12-й армии 19 батальонов. У немцев были эшелонированные линии обороны — окопы полного профиля, дзоты, сплошные проволочные заграждения. Важным укреплением была Длинная дюна (латыш. Garā kāpa) Малого Тирельского болота — два с половиной километра пулемётных дзотов и миномётных позиций через каждые двадцать метров. Это укрепление получило название Пулемётная горка (в бывшем селении Силениеки, Валгундская волость).
План Митавской операции был рассчитан на внезапность удара. Для этого была имитирована переброска 6-го Сибирского корпуса в Румынию, строго ограничивался круг лиц, посвящённых в замысел операции.

## Ход операции
На рассвете 23 декабря 1916 (5 января 1917) года без артиллерийской подготовки Бабитская группа атаковала противника. Прорвав оборону 8-й германской армии в трёх местах, она значительно продвинулась к Курляндской Аа, заняв хутора Скангель и Скудр (к северо-востоку от Граббе). На вторые сутки наступления захватили и Пулемётную горку, в чём приняли участие латышские стрелки.
На участках других групп атака успеха не имела. Части Олайской группы начали атаку после короткой артиллерийской подготовки, вклинились в оборону противника, но вынуждены были отойти на исходные позиции. В этой группе солдаты 17-го Сибирского полка 2-го Сибирского корпуса отказались наступать. К ним присоединились другие части 2-го, а затем и 6-го Сибирского корпусов. С 25 декабря 1916 (7 января 1917) года, войска 12-й армии продолжали наступление, но оно вылилось в бои местного значения. 
К исходу 29 декабря 1916 (11 января 1917) года операция была приостановлена. Основными причинами остановки наступления была непродуманность мер по развитию тактического успеха в оперативный. Настоятельные просьбы главнокомандующего 12-й армией Р. Д. Радко-Дмитриева о присылке подкреплений командующий Северным фронтом генерал Н. В. Рузский отклонил. 
Неясно, какими именно мотивами руководствовался Рузский, так как основной задачей Северного фронта с осени 1915 года было не допустить занятие немцами стратегически важного порта Риги: эта задача в том же году была успешно выполнена, в ходе Митавской операции русские войска ещё отдалили линию фронта от Риги, что явилось некоторым успехом. Основной удар кампании 1917 года готовился на Юго-Западном и Западном фронтах, что позволяет сделать вывод также и об «отвлекающей» цели этого наступления, наподобие того, которое произошло в марте 1916 года (Нарочская операция)

## Результаты
За 7 суток боёв 12-я армия продвинулась на 2-5 км, учитывая, что позиции немцев в этом районе были чрезвычайно основательны.
Русские и латыши смогли захватить более тысячи пленных, 33 орудия, 18 минометов и 40 пулеметов.
Оперативный опыт Митавской операции — применение комбинированных способов атаки (внезапной атаки без артиллерийской подготовки и атаки после короткой, но мощной артиллерийской подготовки), а также опыт оперативной маскировки в Митавской операции был широко использован в кампаниях 1917—1918 годов на других фронтах.
В дальнейшем русским войскам пришлось отражать контрудар противника.

## Митавская операция в литературе
Образное описание боёв под Митавой представлено А. Н. Толстым в романе «Хождение по мукам»:

В январе, в предупреждение весенней кампании, было подписано наступление на Северном фронте. Бой начался под Ригой, студёной ночью. Вместе с открытием артиллерийского огня — поднялась снежная буря. Солдаты двигались в глубоком снегу, среди воя метели и пламени ураганом рвущихся снарядов. Десятки аэропланов, вылетевших в бой на подмогу наступавшим частям, ветром прибивало к земле, и они во мгле снежной бури косили из пулемётов врагов и своих. В последний раз Россия пыталась разорвать сдавившее её железное кольцо, в последний раз русские мужики, одетые в белые саваны, гонимые полярной вьюгой, дрались за империю, охватившую шестую часть света, за самодержавие, некогда построившее землю и грозное миру и ныне ставшее лишь слишком долго затянувшимся пережитком, исторической нелепостью, смертельной болезнью…